# Dreska
Dreska (sorbisch Drězg) ist ein Ortsteil der Gemeinde Hohenleipisch im südbrandenburgischen Landkreis Elbe-Elster. Er befindet sich etwa vier Kilometer nordöstlich der Stadt Elsterwerda im Naturpark Niederlausitzer Heidelandschaft.
Dreska gehörte bis zur Kreisgebietsreform in Brandenburg im Jahr 1993 zum Landkreis Bad Liebenwerda und hatte 2009 360 Einwohner.

## Geschichte

Dreska (1910)

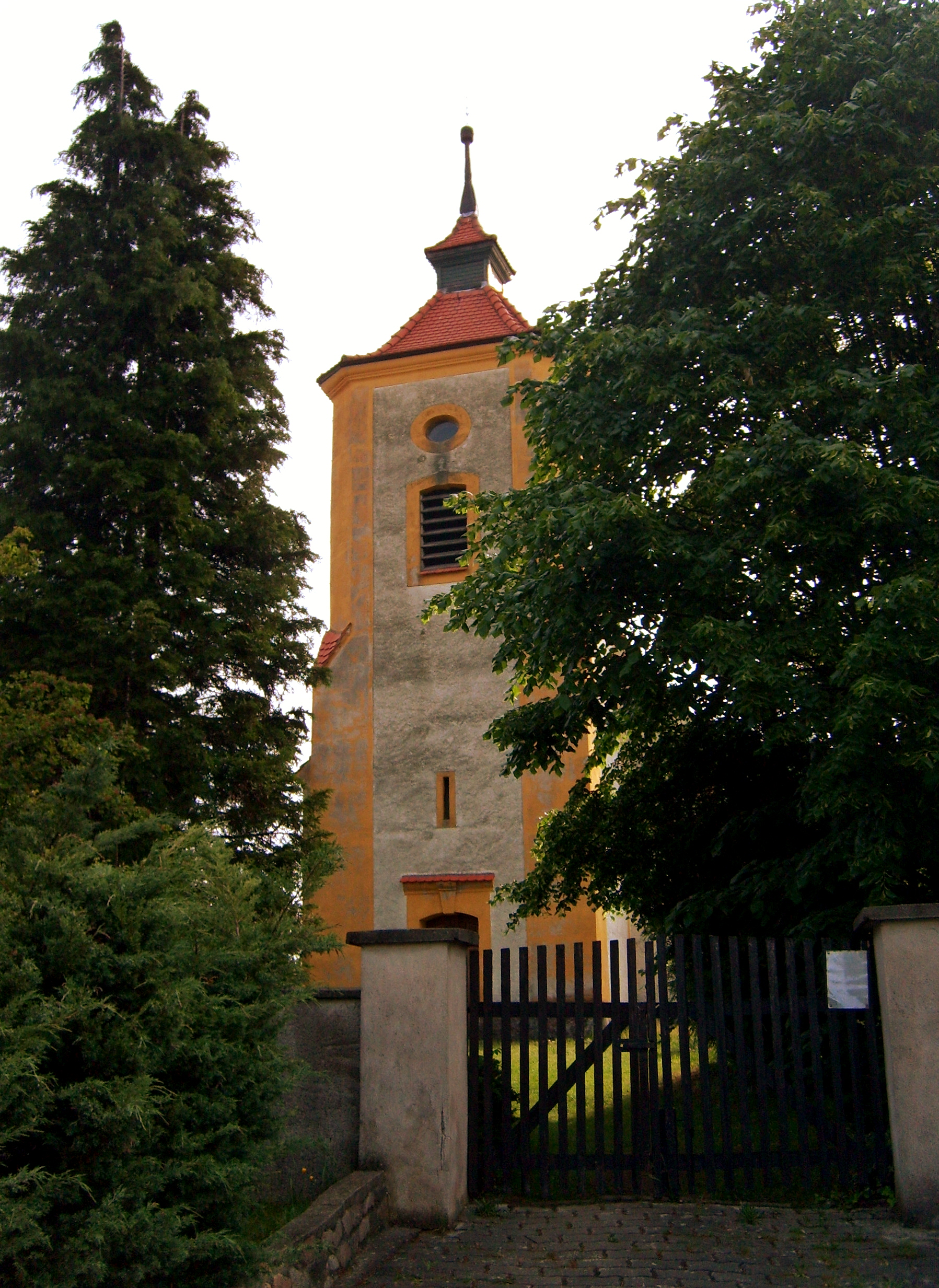
Dorfkirche

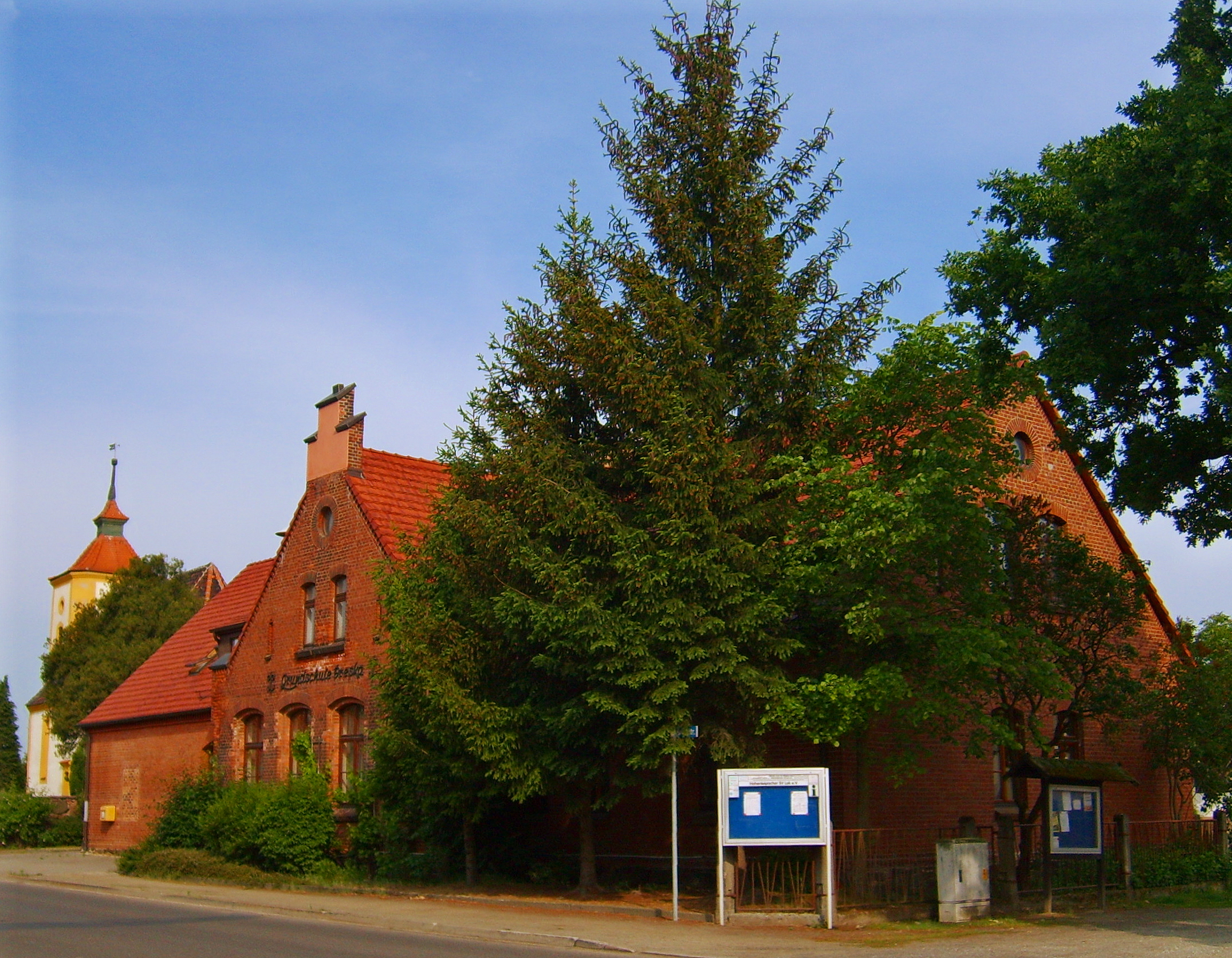
Alte Schule

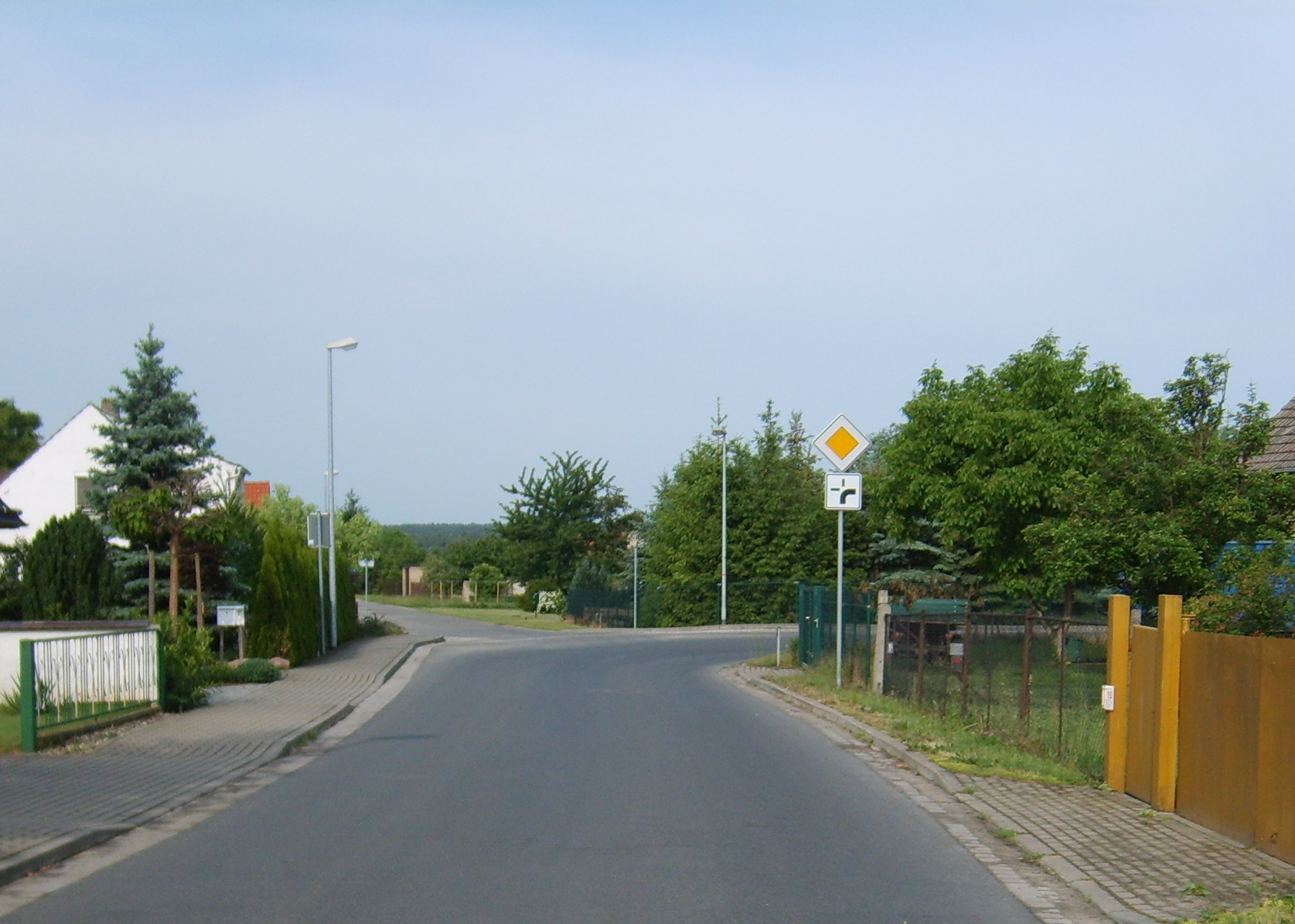
Südstraße

### Ortsgeschichte
Dreska, damals als Dresgk bezeichnet, wurde 1406 in der Landbete (ein Steuerverzeichnis) im Register des Amtes Großenhain mit zehn Hufen genannt. Der Ortsname ist vom sorbischen Wort „drjewina“ abgeleitet, was in etwa „Gehölz“ bedeutet (vgl. sorb. drjewo, ‚Holz‘).
Der Ort gehörte wie Krauschütz, Biehla, Kotschka, Plessa, Kraupa und Kahla zur Herrschaft Elsterwerda. Die ursprünglich sorbische Bevölkerung von Dreska betrieb vorwiegend Ackerbau und Viehzucht.
1539/1540 besaß Dreska eine Kapelle.
Bereits 1717 wurde die Schul- und Küsterstelle in Dreska begründet. Die Schule wurde 1726 auf Befehl des auf dem Elsterwerdaer Schloss sitzenden Freiherrn Waldemar von Loewendahl eingerichtet. Ins gewöhnliche mit Stroh gedeckte Schulhaus eingebaut waren neben der etwa 15 m² großen Lehrerwohnung mit einer kleinen Küche sowie einer Vorratskammer hinter der Schulstube: Ein Kuhstall, zwei Schweineställe und ein Stall für das Pferd des Pfarrers. Außerdem besaß der Dreskaer Lehrer seit 1726 das Recht, eine Kuh, ein Kalb und zwei Schweine auf die Gemeindehutung zu treiben. Die Schule besuchten bis 1772 auch die Kinder aus Kraupa. Jeder Hauswirt von Kraupa, Dreska und Kahla war verpflichtet, dem Lehrer jährlich eine Metze Korn zu liefern, wer Kinder zur Schule schickte sogar zwei Metzen. Wer kein Feld besaß, zahlte stattdessen zwei Groschen.
1816 gab es im Ort 197 Einwohner und 1835 besaß Dreska 36 Wohnhäuser mit 202 Einwohnern, 23 Pferden, 216 Rindern, 193 Schafe, einer Ziege und 19 Schweinen.
1864 erhielt der Kraupaer Holzhändler Friedrich August Hummel gemeinsam mit dem Schöneicher Ökonomie-Inspektor Gustav Voigt und einem Grubenbesitzer aus Hohenleipisch die Genehmigung zum Auffahren eines Stollens zum untertägigen Braunkohlenabbau. Dazu wurde auch eine Seilbahn zum Abtransport der Kohle gebaut. Die Grube erhielt den Namen Friedrich Gustav und befand sich zwischen den Orten Kraupa und Dreska. 1878 wurde der Grubenbetrieb wieder eingestellt.
Von 1865 bis 1896 bildete Dreska mit Plessa und Kahla eine eigene Parochie, wurde dann aber wieder Elsterwerda zugeschlagen. In Dreska wurde Kraupa eingepfarrt.
Am 17. Juni 1874 setzte der Zugbetrieb der Berlin-Dresdner Eisenbahn ein, die am Ort vorbeiführt.
Sorbisch wurde bis in die letzten Jahrzehnte des 19. Jahrhunderts im Bereich der ehemaligen Herrschaft Elsterwerda gesprochen, wie Aufzeichnungen des niedersorbischen Sprachforschers Mjertyn Moń (1848–1905) aus dem Jahr 1885 belegen. Wenn dieser den Zug in Plessa verließ und eine Fußwanderung nach Kahla und Dreska unternahm, hatte er oft Gelegenheit, die sorbische Sprache zu verwenden.
Der das Ortsbild prägende rote Backsteinbau des alten Schulbaus entstand im Jahre 1902. 1910 besaß das Dorf 369 Einwohner.
Im Juli 1912 gab es in Dreska und Umgebung ein schweres Unwetter, das beträchtliche Schäden anrichtete. Bei den Überschwemmungen wurde durch ablaufendes Wasser auch eine Brücke auf dem Weg vom Ort nach Biehla weggerissen.
Von 1919 bis 1924 gab es im Bereich der ehemaligen Grube Friedrich Gustav die Grube Anna. Hier wurde jetzt die Braunkohle im Tagebau gewonnen. 1928 kaufte der Elsterwerdaer Fahrradfabrikant Carl Wilhelm Reichenbach diese inzwischen mit Wasser gefüllte Grube und baute sie zum Freibad Bad Aegir aus. Das Freibad wurde nach dem Aegir-Rad der Elsterwerdaer Fahrradfabrik (ELFA) benannt und blieb bis Ende der 1930er-Jahre ein beliebtes Ausflugsziel der Menschen aus der Umgebung. In den Jahren um 1930 war Dreska ein ruhiges Bauerndorf. In den Folgejahren entstand als weiterer Gewerbezweig das Korbhandwerk, das bis heute gepflegt wird. Am 22. April 1945 rückte wie in den benachbarten Orten die Rote Armee ein.
1998 wurde die alte Schule zum Dorfgemeinschaftshaus umgebaut. Außerdem entstand ein neues Feuerwehrhaus für die örtliche Freiwillige Feuerwehr.
Dreska ist heute als Ortsteil der Gemeinde Hohenleipisch ein ansehenswertes Dörfchen mit einer eigenen Kirche. Am Sportplatz des Dorfes befindet sich ein Jugendklub, der für seine aktive Vereinsarbeit bekannt ist. In einer örtlichen Pferdepension haben Besucher die Möglichkeit, die Umgebung des Ortes auf dem Rücken der Pferde oder im Rahmen einer Kremserfahrt zu entdecken, welche besonders zur Blütezeit im Frühjahr reizvoll ist.

## Weblinks

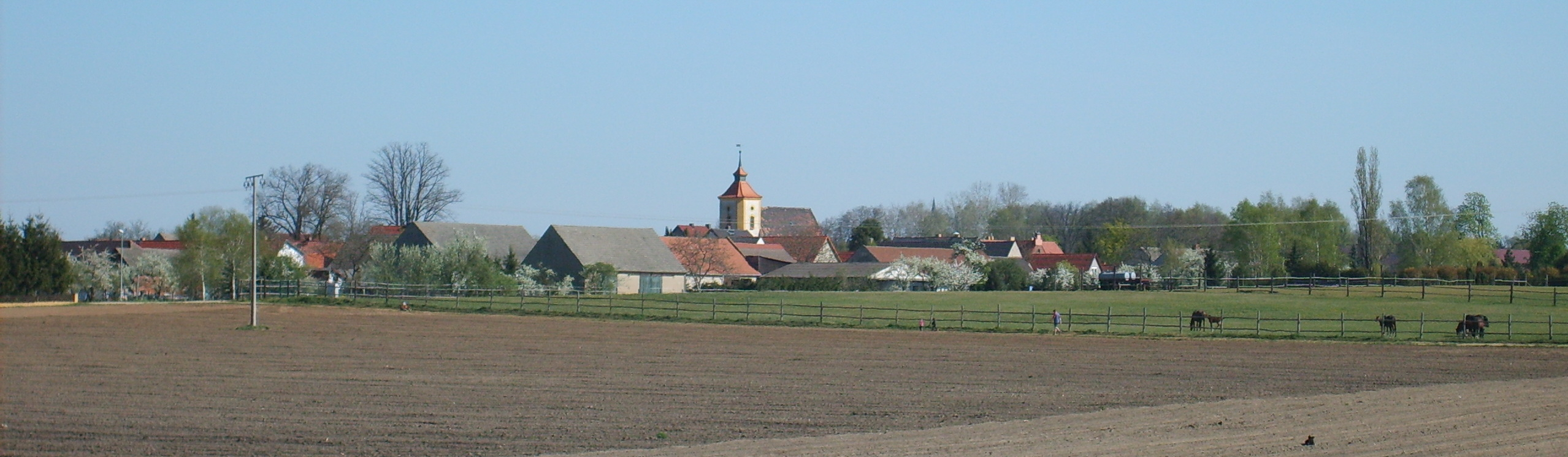
Dreska

### Bevölkerungsentwicklung
| 1875 | 200 |  | 1933 | 493 |  | 1964 | 499 |
| 1890 | 200 |  | 1939 | 500 |  | 1971 | 477 |
| 1910 | 350 |  | 1946 | 664 |  | 2006 | 385 |
| 1925 | 421 |  | 1950 | 624 |  |      |     |

## Kultur und regelmäßige Veranstaltungen

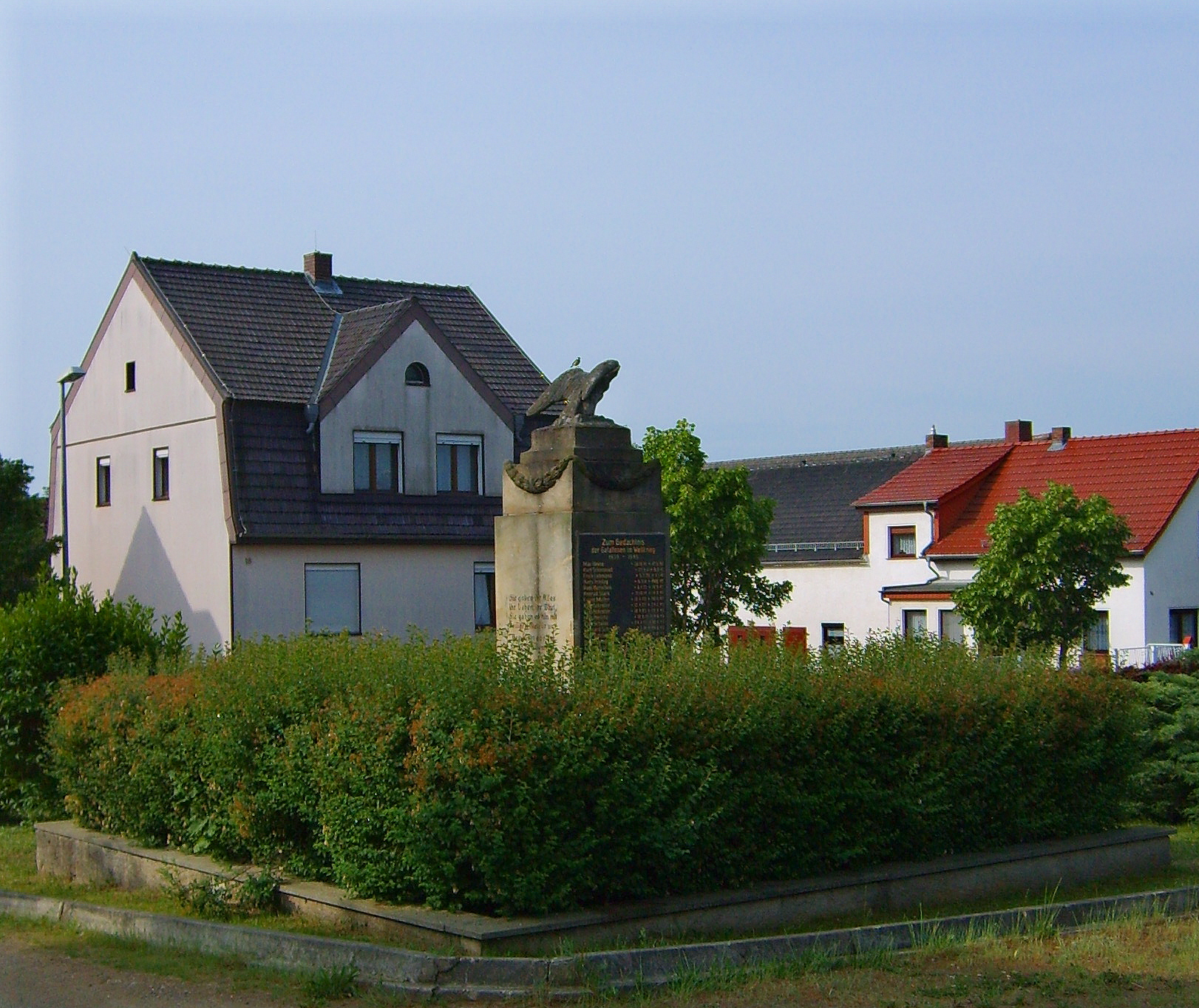
Kriegerdenkmal

### Sehenswürdigkeiten
- Dorfkirche Dreska
- Alte Schule
- Kriegerdenkmal